# Satellitenstaat
Ein Satellitenstaat oder Vasallenstaat (abgeleitet von Vasall im Frühmittelalter) ist eine Bezeichnung für einen kleinen, völkerrechtlich unabhängigen Staat, der unter dem beherrschenden Einfluss eines politisch mächtigeren Staates, insbesondere einer Großmacht, steht. Satellitenstaaten werden sowohl hinsichtlich ihrer außenpolitischen Orientierung als auch ihrer inneren Struktur vom größeren Staatsverband politisch dominiert. Obwohl Satellitenstaaten nicht über volle Unabhängigkeit verfügen, gelten sie als Staaten im Sinne des Völkerrechts, sofern sie am internationalen Rechtsverkehr teilnehmen und ihren völkerrechtlichen Verpflichtungen nachkommen können.
Der Begriff greift das Bild eines Satelliten auf, also eines künstlichen oder natürlichen kleineren Objekts, das sich unentrinnbar im Gravitationsfeld eines größeren Himmelskörpers, etwa Planeten, bewegt.

## Andere Bezeichnungen
Klientelstaat
Im antiken Rom sprach man von Klientelstaaten, diese standen unter Kontrolle des Imperium Romanum und verfügten nur über eingeschränkte Souveränität (z. B. Judäa zur Zeitenwende).
Der König oder die Königin eines Klientelstaates (rex socius) durfte keine eigene Außenpolitik betreiben und war verpflichtet, dem Römischen Reich im Krieg Beistand zu leisten. Klientelkönige konnten ihr Reich nicht selbständig vererben, sondern mussten die Nachfolgeregelung durch Rom genehmigen lassen. Auch das Münzrecht der Klientelstaaten war eingeschränkt (Verbot der Prägung von Goldmünzen); in Einzelfällen mussten die Klientelkönige Tribut leisten.
Staatenstaat
Im staatsrechtlichen Sinne übt bei einem Staatenstaat (z. B. das Protektorat Böhmen und Mähren) ein souveräner „Oberstaat“ (der Suzerän) seine Herrschaft über einen halbsouveränen „Unterstaat“ (abhängiger Staat, der im Wesentlichen eine passive Stellung einnimmt und zumeist nur Pflichten trägt) aus. Der Staatenstaat wird auch als „Staatenverbindung zu ungleichem Recht“ bezeichnet.

## Beispiele
Die ersten Satellitenstaaten wurden bereits im Altertum errichtet, vor allem am Rande des eigenen Herrschaftsbereiches zur Grenzsicherung oder um schwer kontrollierbare, weit entfernte Gebiete über einen lokalen Vasallen an sich zu binden, ohne allzu viele eigene Mittel einsetzen zu müssen (z. B. Königreiche Mauretanien und Judäa unter den Römern). Dieselbe Überlegung führte auch in der Kolonialzeit zu mehreren europäischen Protektoraten. Dabei traten große Unterschiede in der lokalen Autonomie auf, von nur einzelnen Garnisonen der Schutzmacht im Lande (meist in Hauptstadtnähe), ausländischen Beratern der Lokalregierung und formellen Beschränkungen vor allem der Außen- und Verteidigungspolitik bis hin zu wenig von einer Kolonie verschiedenen Verhältnissen. Auch im Bereich der mesoamerikanischen Kulturen gab es Vasallenstaaten, die von den größeren Zentren Teotihuacán, Tenochtitlán, Tikal und Calakmul abhängig waren.
Vom 16. bis 17. Jahrhundert waren die drei Fürstentümer Siebenbürgen, Moldau und Walachei Vasallen des Osmanischen Reichs. Korea bildete seit dem späten Mittelalter bis 1895 einen Satellitenstaat der chinesischen Qing-Dynastie.
Klassische Vasallenstaaten waren die Staaten unter Kontrolle französischer Revolutionsregierungen, einschließlich der Regierung Napoleon Bonapartes. Diese Tochterrepubliken (der Ersten Französischen Republik) wurden in Monarchien umgewandelt, nachdem Napoleon sich zum Kaiser hatte krönen lassen. Ein enger Verwandter Napoleons wurde zum Monarchen oder Vizekönig. Teilweise nennt man sie Modellstaaten, wenn sie durch fortschrittliche Gesetzgebung einen Propagandaeffekt haben sollten. Die Satellitenstaaten mussten Frankreich wirtschaftlich und militärisch unterstützen; die versprochenen Volksvertretungen hatten kaum Einfluss oder wurden gar nicht (mehr) einberufen.
Der bei Ende des Ersten Weltkriegs an der Ostfront im März 1918 unterzeichnete Friedensvertrag zwischen Russland und dem Deutschen Reich (Friedensvertrag von Brest-Litowsk) sah die Bildung deutsch kontrollierter Satellitenstaaten von der Ukraine bis zum Baltikum vor. Die deutschen Gebietsverluste durch den Versailler Vertrag vom 28. Juni 1919 machten diese Bestimmungen wieder zunichte.
Beispiele sind ferner die Staaten, welche kurz vor oder während des Zweiten Weltkrieges unter der Kontrolle Deutschlands, Italiens oder Japans „unabhängig“ wurden (Vichy-Frankreich, Erste Slowakische Republik, Unabhängiger Staat Kroatien, Unabhängiger Staat Montenegro, Mandschukuo), oder die Staaten des Ostblocks bzw. des Warschauer Pakts, deren Politik von der sowjetischen Führungsmacht dominiert wurde. Die Ostblockstaaten hatten in der Regel nur wenig eigene Macht und mussten sich in grundsätzlichen Entscheidungen gemäß der Breschnew-Doktrin immer nach der Sowjetunion richten. Die Deutsche Demokratische Republik wurde dabei beschrieben als ein „Satellitenstaat, der im Kern auf der Präsenz des sowjetischen Militärs beruhte“, und dass die DDR als Satellitenstaat der Sowjetunion von dieser ihre eigene Souveränität habe ableiten müssen. Sie galt aber auch vor dem Hintergrund ihrer Anerkennung als UNO-Mitglied 1973 für den Westen „nach wie vor als Satellitenstaat der Sowjetunion“.

## Frankreich 1792–1815 und 1852–1870
Frankreich schuf während der Koalitionskriege Satellitenstaaten, von denen die demokratisch regierten als Tochterrepubliken bezeichnet werden.

Frankreich und seine Satellitenstaaten um 1812

Länder unter direkter Kontrolle Frankreichs (Erste Französische Republik 1792–1804, Erstes Kaiserreich 1804–1814, 1815, Zweites Kaiserreich 1852–1870) waren u. a.
Satellitenstaaten auf dem Gebiet des vormaligen Heiligen Römischen Reiches
- Raurakische Republik (1792–1793)
- Mainzer Republik (1792–1793)
- Cisrhenanische Republik (1797)
- Fürstentum Erfurt (1806–1814)
- Rheinbund (1806–1813)
  - Königreich Westphalen (1807–1813)[12]
  - Großherzogtum Berg (1806–1813)
  - Großherzogtum Frankfurt (1810–1813)
  - Großherzogtum Würzburg (1806–1814)
  - Fürstentum von der Leyen (1806–1813)
  - Fürstentum Isenburg (1806–1815)
  - Fürstentum Salm (1802–1810)
  - Fürstentum Regensburg (1803–1815)
  - Fürstentum Aschaffenburg (1806–1814)
  - Herzogtum Arenberg-Meppen (1803–1810)
- Republik von Bouillon (1794–1795)
- Republik Liège (1789–1791)

Satellitenstaaten in Italien
- Republik Ragusa (1806–1808)
- Republik von Crema (1793)
- Cispadanische Republik (1796–1797)
- Republik Bologna (1796–1797)
- Transpadanische (Lombardische) Republik (1796–1797)
- Republik Alba (1796–1801)
- Republik Brescia (1797)
- Republik Bergamo (1797)
- Cisalpinische (Italienische) Republik (1797–1799 und 1801–1805)
- Anconesische Republik (1797–1798)
- Ligurische Republik (1797–1805)
- Republik Tiberina (1798)
- Römische Republik (1798–1799)
- Piemontesische Republik (1798–1799), 1800–1802 als Subalpinische Republik
- Parthenopäische Republik (1799)
- Lucchesische Republik (1799/1800 und 1802–1805)
- Königreich Etrurien (1801–1807)
- Fürstentum von Lucca und Piombino (1805–1814)
- Herzogtum Lucca (1805–1815)
- Königreich Italien (1805–1814)
- Königreich Neapel (1806–1815)
- Fürstentum Pontecorvo (1806–1815)
- Großherzogtum Toskana (1807–1814)
- Fürstentum Benevent (1799–1815)
- Republik Ancona (1796)
- Tiberina Republik (1796)

Restliche Satellitenstaaten
- Batavische Republik (1795–1806)
  - Republik Swellendam (1795)
  - Republik Graaff-Reinet (1795–1796)
- Königreich Holland (1806–1810)
- Helvetische Republik (1798–1803)
  - Kanton Léman (1798–1803)
  - Republik Rhodan (1802–1810)
- Schweizer Eidgenossenschaft (1803–1815)
- Fürstentum Neuchâtel (1806–1814)
- Republik Wallis (1802–1810)
- Republik Danzig (1807–1814)
- Herzogtum Warschau (1807–1815)
- Königreich Spanien (1808–1813)
- Republik der Ionischen Inseln (1800–1815)
- Republik Connacht (1798)
- Fürstentum Andorra (1806–1814, 1815, 1852–1870)
- Kaiserreich Mexiko (1864–1867)